# Death Becomes Her
Death Becomes Her (bra: A Morte Lhe Cai Bem; prt: A Morte Fica-Vos Tão Bem) é um filme de comédia satírica e fantasia estadunidense de 1992, dirigido e produzido por Robert Zemeckis. Escrito por David Koepp e Martin Donovan, tem Meryl Streep e Goldie Hawn como rivais que disputam as afeições do mesmo homem (Bruce Willis) e bebem uma poção mágica que promete juventude eterna.
As filmagens começaram em dezembro de 1991 e foram concluídas em abril de 1992, sendo totalmente realizadas em Los Angeles. Lançado em 31 de julho de 1992, com críticas mistas, Death Becomes Her foi um sucesso comercial, arrecadando US$ 149 milhões mundialmente com um orçamento de US$ 55 milhões. O filme foi um pioneiro no uso de efeitos gerados por computador; acabou vencendo o Oscar de Melhores Efeitos Visuais.

## Elenco
- Meryl Streep como Madeline Ashton[1]
- Goldie Hawn como Helen Sharp[1]
- Bruce Willis como Dr. Ernest Menville[1]
- Isabella Rossellini como Lisle von Rhuman[1]
- Ian Ogilvy como Chagall[1]
- Adam Storke como Dakota Williams[1]
- Alaina Reed Hall como Psicóloga[1]
- Michelle Johnson como Anna Jones[1]
- Mary Ellen Trainor como Vivian Adams[1]
- Susan Kellermann como Enfermeira da emergência[1]
- William Frankfather como Sr. Roy Franklin[1]
- John Ingle como Eulogista[1]
- Debra Jo Rupp como Paciente[1]
- Fabio como Segurança de Lisle[1]

## Produção

### Elenco
Antes de Bruce Willis ser escalado, Kevin Kline foi a primeira escolha para interpretar o Dr. Ernest Menville; no entanto, ele saiu do projeto devido a uma disputa salarial com o estúdio. Jeff Bridges e Nick Nolte foram ambos considerados antes de Willis ser eventualmente escolhido.

### Efeitos Visuais
Death Becomes Her foi um filme tecnicamente complexo de se fazer e representou um avanço significativo no uso de efeitos gerados por computador, sob a direção pioneira da Industrial Light & Magic. Foi o primeiro filme em que a textura da pele gerada por computador foi utilizada, na cena em que Madeline reposiciona o pescoço depois que sua cabeça é golpeada com uma pá por Helen. A criação das sequências em que a cabeça de Madeline está deslocada e virada para o lado errado envolveu uma combinação de tecnologia de tela azul, um modelo animatrônico criado pela Amalgamated Dynamics e efeitos de maquiagem protética em Meryl Streep para criar a aparência de um pescoço torcido.
Os avanços digitais pioneiros em Death Becomes Her seriam incorporados ao próximo projeto da Industrial Light & Magic, Jurassic Park, lançado pela Universal apenas um ano depois. Os dois filmes também compartilhavam o diretor de fotografia Dean Cundey e o diretor de arte Rick Carter.
A produção teve uma quantidade justa de contratempos. Na cena em que Helen e Madeline estão lutando com pás, Streep cortou acidentalmente o rosto de Goldie Hawn, deixando uma cicatriz leve. Streep admitiu que não gostou de trabalhar em um projeto que se concentrou tão intensamente em efeitos especiais e prometeu nunca mais trabalhar em outro filme com efeitos especiais pesados, dizendo: "Meu primeiro, meu último, meu único. Eu acho tedioso. Qualquer concentração que você pode aplicar a esse tipo de comédia é simplesmente despedaçada. Você fica lá como uma peça de maquinaria - eles deveriam conseguir máquinas para fazer isso. Eu adorei como acabou. Mas não é divertido atuar para um pedestal. 'Finja que isso é a Goldie, bem aqui! Ah, não, desculpe, Bob, ela se desviou cinco centímetros, e agora a cabeça dela não vai combinar com o pescoço!' Era como estar no dentista."

### Filmagens
A fotografia principal do filme começou em 9 de dezembro de 1991 e foi concluída em 7 de abril de 1992. O filme foi totalmente filmado em Los Angeles e apresentou vários locais frequentemente utilizados em cinema e televisão, incluindo a Greystone Mansion (a funerária de Ernest) e o Ebell of Los Angeles (a festa do livro de Helen). A fachada da mansão de Madeline e Ernest está localizada na 1125 Oak Grove Avenue em San Marino, mas o interior era um cenário construído em um estúdio de filmagem. A cena final em que Helen e Madeline descem uma escadaria fora de uma capela foi filmada na Mount St. Mary's University em Brentwood.

### Pós-produção
Múltiplas cenas que foram filmadas foram omitidas da versão final do filme. O diretor Robert Zemeckis decidiu cortar as cenas para acelerar o ritmo do filme e eliminar piadas desnecessárias. Mais dramaticamente, o final original foi completamente refeito após reações negativas do público de teste. Esse final mostrava Ernest, depois de fugir da festa de Lisle, encontrando uma bartender (Tracey Ullman) que o ajuda a forjar sua morte para escapar de Madeline e Helen. As duas mulheres encontram Ernest e a bartender 27 anos depois, vivendo felizes como um casal aposentado, enquanto Madeline e Helen não dão sinais de que estão desfrutando de sua existência eterna. Zemeckis achou que o final era muito feliz e optou pelo final mais sombrio presente na versão final. Ullman foi uma das cinco atrizes com falas no filme que foram cortadas. Outras cenas eliminadas incluíam uma em que Madeline conversa com seu agente (Jonathan Silverman) e uma em que Ernest retira uma Madeline congelada do freezer da cozinha onde a guardou. Algumas dessas cenas podem ser vistas no trailer original do filme.

## Lançamento

### Bilheteria
Death Becomes Her foi um sucesso de bilheteria e estreou em primeiro lugar nas bilheteiras com US$ 12 110 355, no mesmo final de semana que Buffy the Vampire Slayer e "Bebe's Kids". O filme acabou arrecadando mais de US$ 58,4 milhões nos Estados Unidos e US$ 90,6 milhões internacionalmente. Em Taipé, o filme estabeleceu um recorde de bilheteria ao ganhar US$ 269 310 em dois dias, marcando como a "maior abertura de todos os tempos" para o distribuidor internacional United International Pictures.

### Mídia caseira
O lançamento do filme em DVD foi considerado "terrivelmente ruim" devido à qualidade de sua transferência, que foi criticada por excesso de granulação, desfoque e cores desbotadas. Uma análise da BBC descreveu como "horrível" e "descuidado". Muitos usuários de fóruns online de DVDs especularam que a transferência em DVD foi feita a partir da edição a LaserDisc do filme e pediram um lançamento restaurador. Death Becomes Her foi inicialmente distribuído em uma edição em tela cheia de proporção aberta (1,33:1) nos Estados Unidos, enquanto uma versão widescreen com sua proporção de tela de cinema (1,85:1) foi lançada mundialmente. Essa última versão também foi erroneamente rotulada como anamórfica. Posteriormente, o filme foi lançado na América do Norte em Blu-ray pela Shout! Factory em 2016.

## Recepção
Death Becomes Her recebeu críticas mistas dos críticos. O Rotten Tomatoes atribui ao filme uma classificação de 55% com base em avaliações de 55 críticos, com o consenso: "Hawn e Streep são tão fabulosas quanto os inovadores efeitos especiais de Death Becomes Her; a sátira de Zemeckis, por outro lado, é tão oca quanto o mundo que ela zomba". No Metacritic, o filme tem uma pontuação média ponderada de 56 com base em 24 críticos, indicando "críticas mistas ou médias". O público entrevistado pelo CinemaScore deu ao filme uma nota média de "B" em uma escala de A+ a F.
Gene Siskel e Roger Ebert deram a Death Becomes Her um 'polegar para baixo', comentando que, embora o filme tivesse ótimos efeitos especiais, faltava substância real ou profundidade de personagem.

### Prêmios e indicações
| Ano  | Associações          | Categoria                        | Recipiente(s)                                                                              | Resultado |
| ---- | -------------------- | -------------------------------- | ------------------------------------------------------------------------------------------ | --------- |
| 1993 | Academy Awards       | Melhores Efeitos Visuais         | Ken Ralston, Doug Chiang, Douglas Smythe e Tom Woodruff Jr.                                | Venceu    |
| 1993 | BAFTA Awards         | Melhores Efeitos Especiais       | Michael Lantieri, Ken Ralston, Alec Gillis, Tom Woodruff Jr., Doug Chiang e Douglas Smythe | Venceu    |
| 1993 | Golden Globes Awards | Melhor Atriz - Comédia / Musical | Meryl Streep                                                                               | Indicado  |
| 1993 | Saturn Awards        | Melhor Filme de Fantasia         | Death Becomes Her                                                                          | Indicado  |
| 1993 | Saturn Awards        | Melhor Diretor                   | Robert Zemeckis                                                                            | Indicado  |
| 1993 | Saturn Awards        | Melhor Ator                      | Bruce Willis                                                                               | Indicado  |
| 1993 | Saturn Awards        | Melhor Atriz                     | Meryl Streep                                                                               | Indicado  |
| 1993 | Saturn Awards        | Melhor Atriz Coadjuvante         | Isabella Rossellini                                                                        | Venceu    |
| 1993 | Saturn Awards        | Melhor Roteiro                   | David Koepp e Martin Donovan                                                               | Indicado  |
| 1993 | Saturn Awards        | Melhores Efeitos Especiais       | Ken Ralston, Doug Chiang, Douglas Smythe e Tom Woodruff Jr.                                | Venceu    |
| 1993 | Saturn Awards        | Melhor Maquiagem                 |                                                                                            | Indicado  |
| 1993 | Saturn Awards        | Melhor Música                    | Alan Silvestri                                                                             | Indicado  |

### Legado
O filme conquistou um significativo grupo de seguidores, especialmente na comunidade LGBTQ+. Em RogerEbert.com, Jessica Ritchey escreveu: "O tempo foi generoso com 'Death Becomes Her', e o olhar mordaz e engraçado que lança sobre a pretensão de Hollywood e nossa incapacidade cultural de perdoar as mulheres por envelhecerem. Com a quase extinção do interesse de Hollywood em mulheres com mais de trinta anos, é um verdadeiro prazer ver um filme centrado e ancorado por duas atrizes tão fortes quanto Streep e Hawn". Um artigo na Vanity Fair intitulado "A Gloriosa Vida Pós-Morte de 'Death Becomes Her'" chamou o filme de "clássico cult gay" e "um ponto de referência na comunidade queer". O filme é exibido em bares durante o Mês do Orgulho LGBTQIA, enquanto os personagens de Madeline e Helen são favoritos entre os artistas drag queen. Nessa linha, o filme inspirou um desfile temático de "Death Becomes Her" na sétima temporada do RuPaul's Drag Race. O vencedor da quinta temporada, Jinkx Monsoon, citou o filme como inspiração para se tornar uma drag queen. Jinkx participou de sessões de fotos temáticas do filme  e, em 2018, interpretou Madeline em uma paródia teatral de drag chamada Drag Becomes Her ao lado do participante da sexta temporada BenDeLaCreme.
Tom Campbell, produtor executivo do RuPaul's Drag Race, refletiu sobre o apelo do filme para o público gay: "Eles estão lutando pela beleza. Eles estão contra o sistema. Eles também são vilões, mas entendemos a complexidade deles. Torcemos pelas divas não mortas porque estão tentando vencer um jogo que é manipulado contra elas e, para emprestar uma citação apócrifa de Ginger Rogers, elas têm que fazer isso 'ao contrário e de salto alto".

## Musical
Em dezembro de 2017, foi noticiado que uma adaptação musical da Broadway de Death Becomes Her estava em desenvolvimento, com Kristin Chenoweth escalada para estrelar. O livro é escrito por Marco Pennette e possui uma trilha sonora original de Julia Mattison e Noel Carey. Em abril de 2023, uma leitura da indústria do musical foi realizada, com Megan Hilty no papel de Madeline, Jennifer Simard como Helen e Christopher Sieber como Ernest.
O musical é produzido por Broadway In Chicago e Universal Theatrical Group, e será dirigido e coreografado por Christopher Gattelli. Está programado para ser apresentado no Cadillac Palace Theatre de 30 de abril a 2 de junho de 2024.